# 岑載華
岑載華（1904年—1969年12月23日），香港商人，曾經是香港中華廠商聯合會會長。曾在香港創辦多家絲織廠、布廠以及酒店。岑載華信仰佛教，曾出任東華三院總理。後來在香港浸信會醫院去世。